# クラルベック
クラルベック（仏: Clarbec）は、フランスのノルマンディー地域圏、カルヴァドス県に属するコミューン。2007年の時点で350人が暮らしており、住民はクラルベコワ（Clarbequois）と呼ばれる。
紋章は斜め十字型をしており、上には赤地に2頭の金のヒョウが、横にはヴァートに前足を浮かした2頭の馬が、下には白地に海と炎がそれぞれ描かれている。

## 地理
県都カーンから東に37km、リジューからは北に15kmほどいった県東部のゆるやかな丘陵地にある。リヴィー川とその支流などの小川が丘陵地に源を発し、北東に流れる。北部ではノルマンディー高速道路などの幹線道路が東西に通る。特段大きな集落はなく、田園地帯に家屋が散在する散居村。北でルーと、東でサン＝ティメと、南でフォルモンタンと、南西でボヌボスクと、西でドリュベックとヴァルズメと、北西でボーモン＝アン＝オージュとそれぞれ接している。

## 行政
- 首長 - ジャン＝ルイ・マリー（Jean-Louis Marie、無所属、2008年3月から） 元銀行幹部
- 前首長 - ジャン・エリー（Jean Élie）

議会は首長と助役2名をふくめ、11人で構成される。

## 人口の推移
出典
1806年には717人が住んでいた。
| 1962年 | 1968年 | 1975年 | 1982年 | 1990年 | 1999年 | 2006年 | 2007年 |
| ------ | ------ | ------ | ------ | ------ | ------ | ------ | ------ |
| 274    | 309    | 265    | 251    | 264    | 275    | 344    | 350    |

## 観光スポット
- 12世紀に建てられた聖アンドレ教会
- ジェンヌヴィルのマグロワール・コーケットの妻の墓。付近には2つのモニュメントがあり、青銅でつくられた腕が特徴的

毎年8月8日には村人が聖ローランを祝う。

## 姉妹都市
- ファイツヘーヒハイム（ドイツ、1995年から）